# Aldrovandia affinis
Aldrovandia affinis ist ein 55 Zentimeter langer Tiefseefisch aus der Familie der Echsenaale (Halosauridae).

## Aussehen
Diese Tiere haben seinen sehr schmalen, zylindrisch geformten Körperbau. Auf der Haut tragen sie große, glatte Schuppen. Die Afterflosse läuft nach hinten hin spitz zu. Das Gewicht der Tiere beträgt ca. 6 Kilogramm. Die Brustflosse ist sehr schmal, länglich und nach hinten hin verjüngt. Die Färbung ist am Rücken und den Seiten braungrau und wird zum Bauch hin dunkler. Der Rücken ist schwarz. Die Männchen verfügen über einen sehr guten Geruchssinn, der vermutlich zum Auffinden weiblicher Artgenossen dient. Männchen und Weibchen unterscheiden sich äußerlich nicht.

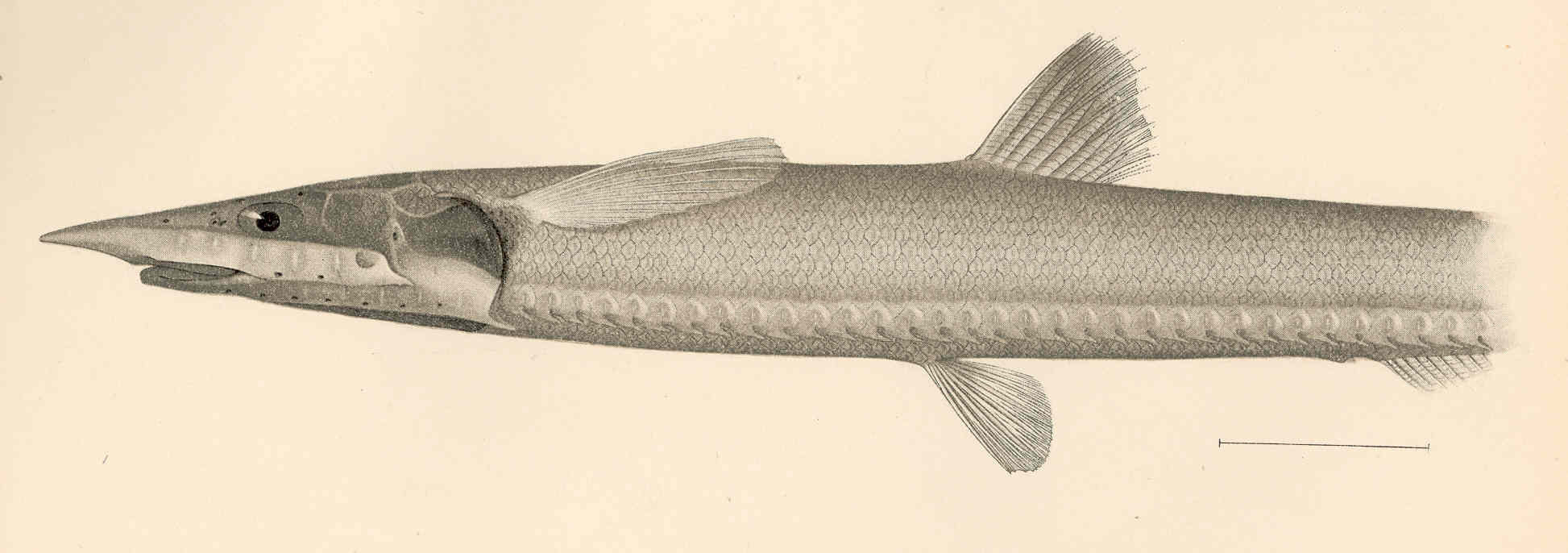
Kopf von Aldrovandia affinis

## Verbreitung und  Lebensweise
Diese Art kommt weltweit in den tropischen und subtropischen Gewässern rund um den Äquator in einer Wassertiefe von 700 – 2500 Metern vor. Ihr Lebensraum ist der Meeresboden, wo sie kleinere Tiere wie Würmer, Muscheln u. ä. erbeuten.

## Gefährdung und Schutzmaßnahmen
Da diese Art relativ weit verbreitet ist und sonst keine Gefährdungen bekannt sind, wird sie von der IUCN als nicht gefährdet (Least Concern) gelistet.

## Quelle
- David Burnie (Hrsg.), Mariele Radmacher-Martens: Tiere: Die große Bild-Enzyklopädie mit über 2.000 Arten. Aus dem Englischen von Gabriele Lehari. Dorling Kindersley, München 2012, ISBN 978-3-8310-2232-8, S. 493.